# Silje Solberg
Silje Margaretha Solberg (* 16. Juni 1990 in Bærum) ist eine norwegische Handballspielerin.

## Karriere
Die ersten beiden Vereine der Torhüterin waren Jar und Helset IF. Später wechselte Solberg zu Stabæk Håndball, mit dem sie in der höchsten norwegischen Liga spielte. Gemeinsam mit ihrer Zwillingsschwester Sanna, die ebenfalls für Stabæk spielte, stand sie im Jahr 2011 im Finale der Norgesmesterskap. Hier unterlag Stabæk dem norwegischen Rekordmeister Larvik HK. Ab der Saison 2014/15 hütete sie das Tor vom dänischen Erstligisten Team Tvis Holstebro. Mit Holstebro gewann sie 2015 den EHF-Pokal und 2016 den Europapokal der Pokalsieger. Im Sommer 2016 wechselte sie zum französischen Erstligisten Issy Paris Hand. Im Sommer 2018 schloss sie sich dem ungarischen Verein Siófok KC an. Mit Siófok gewann sie 2019 den EHF-Pokal. Zur Saison 2020/21 wechselte sie zum Ligakonkurrenten Győri ETO KC. Mit Győri ETO KC gewann sie 2021 den ungarischen Pokal, 2022 und 2023 die ungarische Meisterschaft sowie 2024 die EHF Champions League. Ab Februar 2023 pausierte sie schwangerschaftsbedingt. Im Sommer 2024 wechselte sie zum norwegischen Erstligisten Vipers Kristiansand. Seit dem Insolvenzantrag der Vipers im Januar 2025 ist sie vereinslos. Im März 2025 gab sie ihre zweite Schwangerschaft bekannt.
Solberg bestritt insgesamt 228 Länderspiele für die norwegische Nationalmannschaft. Sie nahm mit Norwegen an der Europameisterschaft 2012 in Serbien teil. Mit Norwegen zog Solberg in das Finale ein, das jedoch Montenegro gewann. Die Norwegerin nahm weiterhin an der Weltmeisterschaft 2013 teil. Bei der Europameisterschaft 2014 gewann sie die Goldmedaille und wurde in das All-Star-Team gewählt. Ein Jahr später gewann sie die Weltmeisterschaft. 2016 gewann sie zum zweiten Mal die Europameisterschaft. Ein Jahr später gewann sie die Silbermedaille bei der Weltmeisterschaft in Deutschland. Solberg rückte erst vor dem Finale ins norwegische Aufgebot. Bei der Europameisterschaft 2020 gewann sie erneut die Goldmedaille. Sie gehörte erst nach dem ersten Hauptrundenspiel dem norwegischen Kader an. Mit der norwegischen Auswahl nahm sie an den Olympischen Spielen in Tokio teil und gewann die Bronzemedaille. 2021 gewann sie zum zweiten Mal die Weltmeisterschaft. Bei der Europameisterschaft 2022 gewann sie mit Norwegen einen weiteren Titel. Solberg parierte 39,7 % der gegnerischen Würfe. Im folgenden Jahr errang sie die Silbermedaille bei der Weltmeisterschaft, bei der sie 40 % der gegnerischen Würfe hielt. Bei den Olympischen Spielen in Paris gewann sie die Goldmedaille. Im selben Jahr gewann sie einen weiteren Titel bei der Europameisterschaft.
Solberg gehörte ebenfalls dem Kader der norwegischen Jugend- und Juniorinnen-Auswahl an. Mit der Junioren-Auswahl gewann sie 2009 die U-19-Europameisterschaft sowie 2010 die U-20-Weltmeisterschaft.